# Szatta
Szatta é um município da Hungria, situado no condado de Vas. Tem 6,01 km² de área e sua população em 2015 foi estimada em 76 habitantes.